# مزارعون كاليفورنيا العضويون المعتمدون
هي وكالة اعتماد عضوية، معتمدة من وزارة الزراعة الأمريكية ومن منظمة التجارة العالمية ومقرها سانتا كروز-كاليفورنيا. تأسست في عام 1973 ، وكانت أول كيان عضوي معتمد في الولايات المتحدة.
وتشمل ثلاثة كيانات متميزة معترف بها قانونيا: شركة مزارعون كاليفورنيا العضويون وتدار من قبل مجلس إدارة يوفر متطلبات الشهادات ، ورفع الدعوات الخاصة بالقضايا ، وبرامج التأسيس، كما يدعم نظام الفصل الإقليمي لأعضائه، شركة مزارعون كاليفورنيا العضويون لخدمات الشهادات تحكمها لجنة إدارة، وهي وكالة اعتماد عضوية معتمدة من برنامج وزارة الزراعة الوطنية .أما مؤسسة مزارعون كاليفورنيا العضويون فهي مؤسسة غير ربحية تتضمن برامج تعليمية ، ومنح للطلاب والمعلمين ، وحملات تثقيفية للمستهلكين ، ومساعدة المزارعين العضويين.
وتقدم شركة المزارعون العضويون من كاليفورنيا لخدمات الشهادات شهادة عضوية إلى المزارع خاصة بمعايير البرنامج الوطني لوزارة الزراعة الأمريكية ، عمليات الثروة الحيوانية ، المعالجات ، العلامات الخاصة ، الوسطاء ، وتجار التجزئة في جميع أنحاء الولايات المتحدة وكندا والمكسيك.
1. ↑  Klonsky, Karen (2000). "Forces impacting the production of organic foods". Agriculture and Human Values (بالإنجليزية). 17 (3): 233–243. DOI:10.1023/a:1007655312687. ISSN:0889-048X. Archived from the original on 2018-06-05.
2. ↑  Guthman, Julie (1998-04). "Regulating Meaning, Appropriating Nature: The Codification of California Organic Agriculture". Antipode (بالإنجليزية). 30 (2): 135–154. DOI:10.1111/1467-8330.00071. ISSN:0066-4812. Archived from the original on 2019-12-13. {{استشهاد بدورية محكمة}}: تحقق من التاريخ في: |تاريخ= (help)
3. 1 2 3  "How We Do Our Work | CCOF - Organic certification, education and outreach, advocacy and leadership since 1973". www.ccof.org (بالإنجليزية). Archived from the original on 2019-04-07. Retrieved 2018-09-12.
4. ↑  "Agricultural Marketing Service". www.ams.usda.gov (بالإنجليزية). Archived from the original on 2015-10-28. Retrieved 2018-09-12.